# Paizay-le-Tort
Paizay-le-Tort é uma comuna francesa na região administrativa da Nova Aquitânia, no departamento de Deux-Sèvres. Estende-se por uma área de 11,28 km². Em 2010 a comuna tinha 476 habitantes (densidade: 42,2 hab./km²).